# Charles Doolittle Walcott
Pour les articles homonymes, voir Walcott.
Charles Doolittle Walcott (31 mars 1850 - 9 février 1927) est un paléontologue américain spécialiste des invertébrés. Il devient célèbre pour sa découverte en 1909 de fossiles bien préservés dans les schistes de Burgess en Colombie-Britannique, au Canada. Dans ces schistes, de nombreux fossiles d'invertébrés sont découverts, bon nombre d'entre eux par Walcott lui-même.

## Biographie

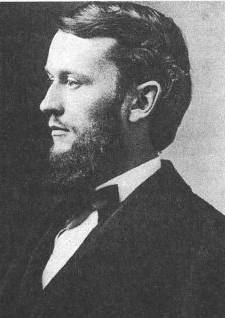
Charles Doolittle Walcott en 1873.

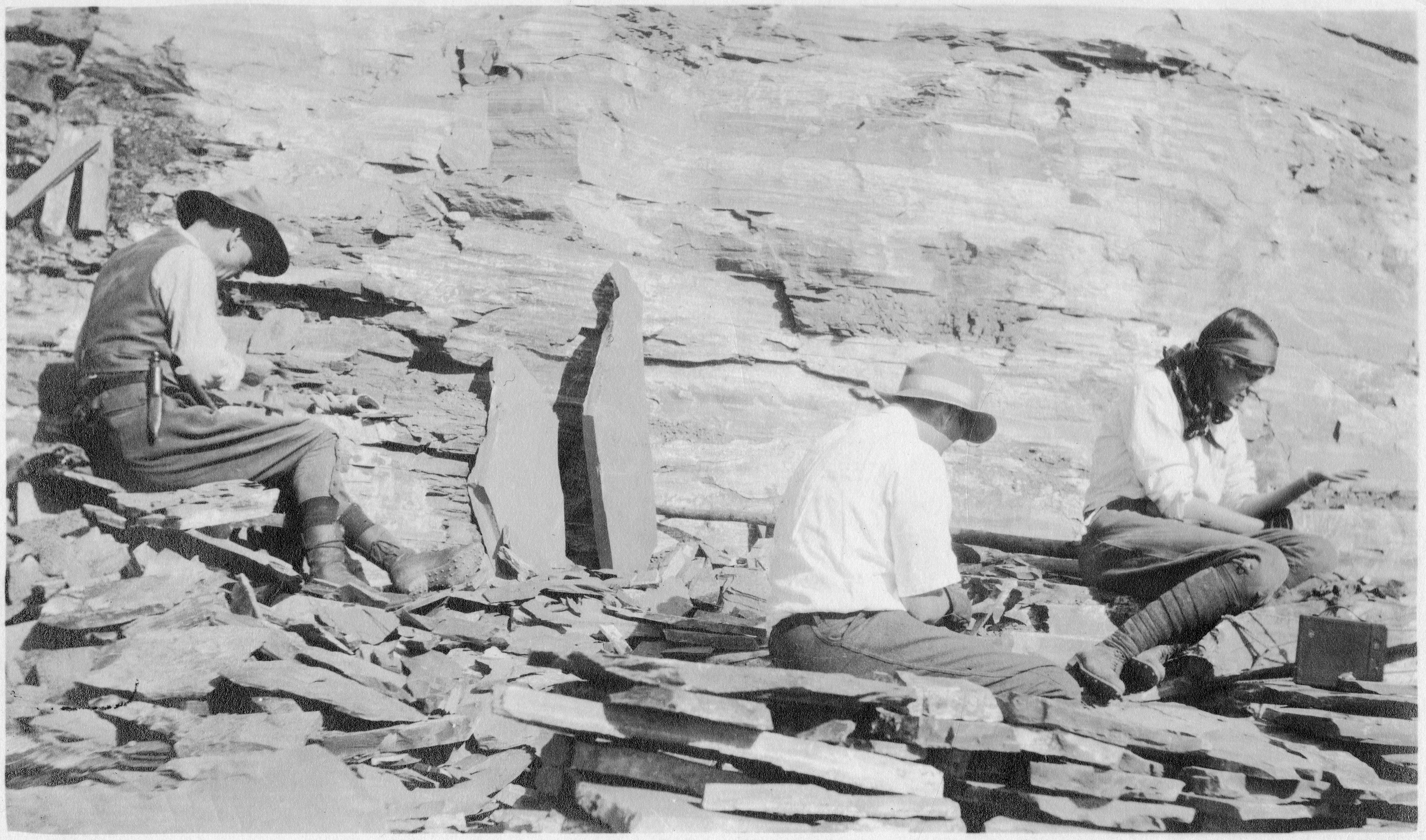
Charles et fils aux schistes de Burgess.

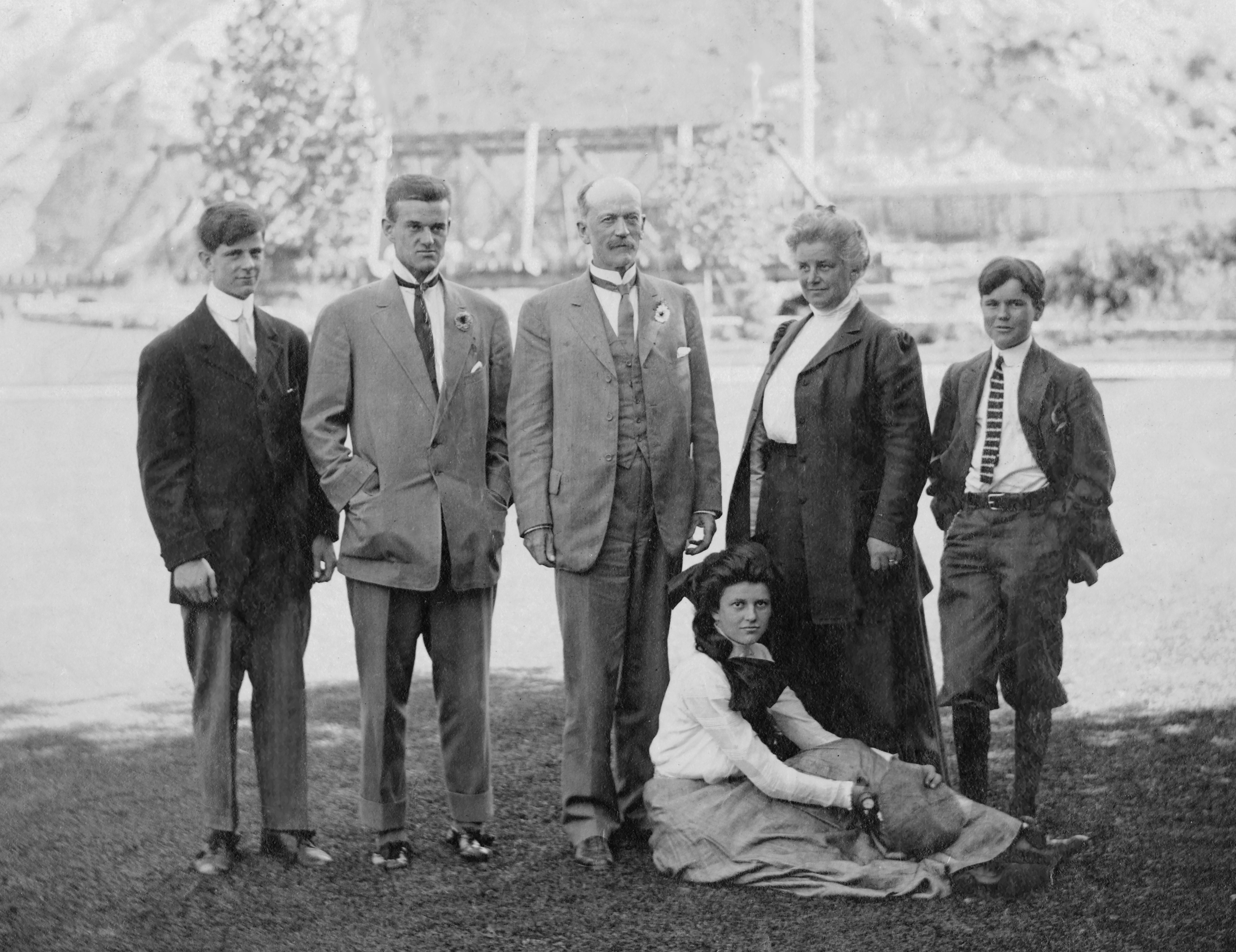
Charles avec sa famille en 1907. Debout de gauche à droite : Sidney, Charles junior, Charles, Helena, Stuart. Assise : Helen.

Charles Walcott naît dans une famille pauvre d'Utica en 1850 et n'a jamais fait d'études supérieures. Il se fait remarquer de Louis Agassiz en lui vendant des fossiles de trilobites qu'il trouve près de chez lui.
Walcott rejoint le Centre américain d'études géologiques (USGS) en 1879 et devient son directeur en 1894. Il travaille plus particulièrement sur le Cambrien, effectuant de nombreux voyages sur le terrain et collectionnant de nombreux échantillons de roches, apportant une importante contribution à la stratigraphie. Plus tard il devient secrétaire de la Smithsonian Institution après la mort de Samuel Pierpont Langley et détient ce poste jusqu'à sa mort. À cette période Walcott devient l'une des figures les plus en vue de la science du nouveau continent.
En 1909, il découvre le gisement fossilifère des schistes de Burgess ; dans l'année suivant sa découverte Walcott retourne dans cette région accompagné de ses fils, Stuart et Sidney. Ensemble, ils examinent les couches à flanc de coteau au-dessus du point où les fossiles ont été trouvés. Entre 1910 et 1924 Walcott retourne collecter des fossiles et rassemble plus de 65 000 spécimens dans ce qui est appelé de nos jours la carrière de Walcott.
Bien que Walcott passe un temps considérable dans les carrières de schistes de Burgess, il voyage aussi dans les montagnes Rocheuses au Canada. Après sa mort en 1927, ses notes sont restés archivées jusqu'à ce qu'une nouvelle génération de paléontologue s'y intéresse dans les années 1960. Beaucoup de ses interprétations ont été alors révisées.
On lui attribue une découverte du type « heureux hasard » quand, lors d'une campagne de fouille dans les rocheuses, le cheval de son épouse refuse d'avancer, forçant Walcott à descendre du sien. Au pied du cheval, machinalement ; Walcott retourne les pierres et y trouve un rare spécimen.
Walcott serait peu connu de nos jours sans le livre de Stephen Jay Gould, La vie est belle : les surprises de l'évolution (1989). Dans ce livre, Gould met en avant son opinion selon laquelle Walcott a délibérément minimisé les différences entre les fossiles découverts dans les schistes de Burgess et les espèces modernes. Aujourd'hui toutefois, bien des paléontologues ont une vision moins négative des descriptions de Walcott et de la perspective théorique dans laquelle elles ont été faites.
La Société géologique de Londres décerne la médaille Wollaston à Walcott en 1918.

## Famille
Il épouse la peintre et naturaliste américaine Mary Vaux Walcott. Il a trois fils (Sydney, Charles et Stuart) et une fille (Helen). Charles meurt de la tuberculose en 1913 et Stuart est tué sur le front occidental en 1917 pendant une bataille aérienne de la Première Guerre mondiale.